# Néa Ténedos
Néa Ténedos (Nea Tenedos) är en ort i Grekland.   Den ligger i prefekturen Chalkidike och regionen Mellersta Makedonien, i den nordöstra delen av landet, 260 km norr om huvudstaden Aten. Néa Ténedos ligger 126 meter över havet och antalet invånare är 312.
Terrängen runt Néa Ténedos är platt åt sydost, men åt nordväst är den kuperad. Terrängen runt Néa Ténedos sluttar söderut. Närmaste större samhälle är Polýgyros, 17,8 km öster om Néa Ténedos. Trakten runt Néa Ténedos består till största delen av jordbruksmark.